# Pitbull (rapper)
Armando Christian Pérez (Miami, 15 de janeiro de 1981), mais conhecido pelo nome artístico Pitbull, é um rapper, cantor, compositor e actor americano de ascendência cubana. Pitbull, começou a ganhar notoriedade depois de participar de uma canção de Lil Jon, que ajudou o rapper a iniciar sua carreira, além de participar da trilha do filme 2 Fast 2 Furious. Em 2004, Pitbull lançou seu primeiro álbum, chamado "M.I.A.M.I.", que conseguiu disco de ouro nos Estados Unidos, depois ele lançou os álbuns "El Mariel" e "The Boatlift" em 2007 e 2008 respectivamente. Em 2009, lançou "Rebelution" que apareceu em vários charts, além de lançar "I Know You Want Me (Calle Ocho)", o primeiro single de sucesso mundial. Depois Pitbull, lançou vários singles de sucesso como "Hotel Room Service", "Shut It Down" e "Bon Bon". Em 2010 lançou o álbum em espanhol "Armando" e participou de singles de vários cantores entre eles Enrique Iglesias e Usher.
Planet Pit, lançado em 2011, se tornou o maior álbum de sua carreira, com vários singles de sucesso, incluindo a canção "Give Me Everything", que se tornou primeira colocada em várias paradas musicais, além de concorrer em várias premiações, como o MTV Video Music Awards, MTV Europe Music Awards, e American Music Awards.

## Biografia
Armando, nasceu em 15 de Janeiro de 1981 em Miami, Flórida, Estados Unidos, de pais cubanos. Ele cresceu influenciado pelo nacionalista poeta cubano José Martí. Seus pais se separaram quando ele era jovem, e ele foi criado por sua mãe. Mais tarde, ele passou um tempo com uma família adotiva em Roswell, Geórgia. Aos 16 anos, sua mãe o expulsou de casa depois que ele se tornou um traficante de drogas. Ele, então, formou-se na Escola Secundária Parque Miami Coral e concentrou sua carreira no rap. No começo da carreira ele encontrou problemas por ser um rapper branco, de olhos azuis e por ser cubano-americano, pois a maioria dos rappers eram negros e americanos.

## Carreira
Em 2001, Pitbull assinou com a Luke Records, apresentado a gravadora por Jullian Boothe. No mesmo ano também foi apresentado a Robert Fernandez da Famous Artist Music & Management, uma gravadora especializada no desenvolvimento de artistas, da produtora Diaz Brothers. Fernandez disse que viu a ansiedade e vontade que Pitbull tinha, e depois começou a trabalhar no desenvolvimento de sua carreira. Fernandez apresentou Pitbull a Lil Jon, que viu que ele tinha talento para música, e o chamou para participar de uma canção de seu álbum "Kings of Crunk", lançado em 2002. No ano seguinte participou da trilha sonora do filme Mais Velozes, Mais Furiosos. Além disso, Pitbull também lançou diversos mixtapes, compostos de freestyles e remixes de música rap popular. Pitbull explicou a razão por trás da escolha de seu nome artístico, dizendo que "O cão morde para se defender. O cão é demasiado estúpido para perder. Eles são, basicamente, tudo o que eu sou. Foi uma luta constante."
A notoriedade veio em 2004 ao lançar o primeiro álbum, intitulado "M.I.A.M.I.", e o single "Culo" que chegou ao Billboard Hot 100. Depois Pitbull lançou dois álbuns "El Mariel" em 2006 e "Boatlift" em 2007, ambos sem muito reconhecimento. Em 2009 lançou o álbum "Rebelution", que chegou ao oitavo lugar nos Estados Unidos, além de conseguir disco de ouro no México e no Canadá. "I Know You Want Me (Calle Ocho)", que pertence ao álbum, conseguiu ótimas posições nas paradas musicais de diversos países e se tornou o primeiro sucesso do rapper. No ano seguinte o rapper lançou o álbum espanhol "Armando", que foi indicado em várias premiações de música latina, e teve como destaque o single "Bon, Bon". No mesmo ano Pitbull, participou de dois singles de grande repercussão, "I Like It" com Enrique Iglesias e "DJ Got Us Fallin' In Love" com Usher. No início de 2011 participou do single de Jennifer Lopez, "On the Floor", outro sucesso mundial.
Em março de 2011 Pitbull lançou "Planet Pit", o sexto álbum de estúdio e o mais vendido do rapper. Conseguiu certificação em vários países entre eles Austrália, Alemanha e Suíça. O primeiro single foi "Hey Baby (Drop It to the Floor)" com o também rapper T-Pain lançado no final de 2010. "Give Me Everything" lançada em Março de 2011 se tornou o maior de sua carreira, conseguindo certificação em mais de dez países e várias primeiras posições. O single fez Pitbull concorrer em diversas premiações dos Estados Unidos e da Europa. Depois lançou mais dois grandes sucessos de seu sexto álbum, "Rain Over Me" com Marc Anthony e "International Love" com Chris Brown. Em 2012, causou revolta dos fãs após não comparecer a um show em Goiânia, devido a paralisação do aeroporto de Viracopos, que impediu a chegada dos instrumentos de sua banda. O show foi remarcado para a sexta-feira seguinte.
Em 2014 lançou o single promocional "All the Things You Do" com a cantora romena Inna, de "Global Warming: Meltdown" (assim como "Timber"), relançamento do bem sucedido "Global Warming". E no mesmo ano lançou seu oitavo álbum "Globalization" contendo o tema oficial da copa do mundo.

## Alter-ego
Pitbull também se tornou conhecido mundialmente em novembro de 2009, ao revelar mundialmente seu alter-ego "Armando Bond". O cantor fez a revelação em seu videoclipe da música "Hotel Room Service", onde ao chegar a um hotel, mostra seu cartão de agente secreto. O ator também revelou fazer parte do serviço secreto americano, uma filial do serviço secreto britânico, cujo outro membro James Bond fez sucesso nos cinemas. O ator diz que "Se o 007 pode fazer sucesso no ramo cinemático, por que eu não posso no ramo músical?". Seu código na agência é 305, em referência a seu quarto de hotel.

## Discografia
- 2004: M.I.A.M.I.
- 2006: El Mariel
- 2007: The Boatlift
- 2009: Rebelution
- 2010: Armando
- 2011: Planet Pit
- 2012: Global Warming
- 2014: Globalization
- 2015: Dale
- 2017: Climate Change
- 2019: Libertad 547

## Prêmios e indicações
A lista de prêmios do rapper Pitbull consiste em 33 indicações, 12 indicações pendentes e 6 prêmios vencidos. As maiores indicações de Pitbull estão no Billboard Latin Music Awards, tendo vencido a categoria Artista Latino do Ano de Downloads Digitais em 2009, quando lançou a música "I Know You Want Me (Calle Ocho)". Devido ao sucesso do single "Give Me Everything" do álbum "Planet Pit", em 2011, o rapper foi indicado em algumas das maiores premiações americanas, com duas categorias no MTV Video Music Awards e duas no American Music Awards. No mesmo ano concorreu também ao MTV Europe Music Awards.